# Luniz
Luniz ist ein amerikanisches Rap-Duo aus Oakland, Kalifornien. Das Duo wird von den Rappern Yukmouth und Numskull gebildet und wurde 1993 gegründet. Durch den Hit I Got 5 on It aus dem Jahr 1995 erlangten sie internationale Bekanntheit.

## Geschichte
Die Band gab sich 1993 den Namen „The Luni Tunz“, der eine andere Schreibweise des Titels der bekannten Trickfilmserie Looney Tunes darstellt. Der Name wurde jedoch schon vor Erscheinen des Debütalbums auf „Luniz“ verkürzt.
Luniz veröffentlichte 1995 das Debütalbum Operation Stackola, das bei Virgin und Noo Trybe erschien. Der Tonträger belegte 1995 Platz 20 der US-amerikanischen Album-Charts und Position 23 der deutschen Album-Charts. Mit der ausgekoppelten Single I Got 5 on It gelang ihnen der bislang größte Erfolg in der Bandgeschichte. Das Lied erreichte Platz 8 der Billboard Hot 100 und Position 4 der Hot R&B/Hip-Hop Singles & Tracks in den Vereinigten Staaten. In Deutschland war I Got 5 on It von Oktober 1995 bis April 1996 29 Wochen in den deutschen Single-Charts vertreten. Die höchste Platzierung war dabei Position 2. Die Hauptmelodie und Teile des Gesangs basieren auf Why You Treat Me so Bad der Gruppe Club Nouveau.
Nachdem Luniz für das Album Operation Stackola eine Platin-Schallplatte erhielten, wurden sie zu 2Pacs One-Nation-Projekt gerufen. Jedoch fand noch während dessen Planung ein Attentat statt, 2Pac starb wenige Tage später an den Folgen. Das zweite Album Lunitik Muzik wurde 1997 veröffentlicht. Die erste Single wurde das Stück Jus Mee and U. Luniz konnten mit ihrem zweiten Studioalbum Position 34 der Billboard 200 erreichen. Das letzte Album des Rap-Duos erschien im Jahr 2002 unter dem Namen Silver and Black. Darauf finden sich Gastbeiträge von Künstlern wie Fat Joe, Dru Down und Treach von Naughty by Nature.
Nachfolgend wurde aufgrund interner Differenzen die Zusammenarbeit der beiden Bandmitglieder auf Eis gelegt und Yukmouth begann eine Solokarriere. Sein erstes Album wurde 1998 veröffentlicht. 
Seit 2017 machen die beiden jedoch wieder gemeinsam unter dem alten Namen „Luniz“ Musik.

## Diskografie

### Studioalben
| Jahr | Titel Musiklabel                                      | Höchstplatzierung, Gesamtwochen, AuszeichnungChartplatzierungen (Jahr, Titel, Musiklabel, Platzierungen, Wochen, Auszeichnungen, Anmerkungen) | Höchstplatzierung, Gesamtwochen, AuszeichnungChartplatzierungen (Jahr, Titel, Musiklabel, Platzierungen, Wochen, Auszeichnungen, Anmerkungen) | Höchstplatzierung, Gesamtwochen, AuszeichnungChartplatzierungen (Jahr, Titel, Musiklabel, Platzierungen, Wochen, Auszeichnungen, Anmerkungen) | Höchstplatzierung, Gesamtwochen, AuszeichnungChartplatzierungen (Jahr, Titel, Musiklabel, Platzierungen, Wochen, Auszeichnungen, Anmerkungen) | Höchstplatzierung, Gesamtwochen, AuszeichnungChartplatzierungen (Jahr, Titel, Musiklabel, Platzierungen, Wochen, Auszeichnungen, Anmerkungen) | Anmerkungen                             |
| Jahr | Titel Musiklabel                                      | DE | AT | CH | UK | US | Anmerkungen                             |
| ---- | ----------------------------------------------------- | --- | --- | --- | --- | --- | --------------------------------------- |
| 1995 | Operation Stackola Noo Trybe Records / Virgin Records | DE23 (17 Wo.)DE | AT46 (2 Wo.)AT | CH19 (8 Wo.)CH | UK41 (4 Wo.)UK | US20 Platin · (31 Wo.)US | Erstveröffentlichung: 4. Juli 1995      |
| 1997 | Lunitik Muzik Noo Trybe Records / Virgin Records      | — | — | — | — | US34 (11 Wo.)US | Erstveröffentlichung: 11. November 1997 |
| 2002 | Silver & Black Rap-A-Lot Records                      | — | — | — | — | — | Erstveröffentlichung: 13. August 2002   |
| 2018 | No Pressure X-Ray Records                             | — | — | — | — | — | Erstveröffentlichung: 30. März 2018     |

### Kompilationen
| Jahr | Titel Musiklabel                  | Höchstplatzierung, Gesamtwochen, AuszeichnungChartplatzierungen (Jahr, Titel, Musiklabel, Platzierungen, Wochen, Auszeichnungen, Anmerkungen) | Höchstplatzierung, Gesamtwochen, AuszeichnungChartplatzierungen (Jahr, Titel, Musiklabel, Platzierungen, Wochen, Auszeichnungen, Anmerkungen) | Höchstplatzierung, Gesamtwochen, AuszeichnungChartplatzierungen (Jahr, Titel, Musiklabel, Platzierungen, Wochen, Auszeichnungen, Anmerkungen) | Höchstplatzierung, Gesamtwochen, AuszeichnungChartplatzierungen (Jahr, Titel, Musiklabel, Platzierungen, Wochen, Auszeichnungen, Anmerkungen) | Höchstplatzierung, Gesamtwochen, AuszeichnungChartplatzierungen (Jahr, Titel, Musiklabel, Platzierungen, Wochen, Auszeichnungen, Anmerkungen) | Anmerkungen                            |
| Jahr | Titel Musiklabel                  | DE | AT | CH | UK | US | Anmerkungen                            |
| ---- | --------------------------------- | --- | --- | --- | --- | --- | -------------------------------------- |
| 1997 | B-Sides & Bootlegs C-Note Records | — | — | — | — | — | Erstveröffentlichung: 18. Februar 1997 |
| 2005 | Greatest Hits C-Note Records      | — | — | — | — | — | Erstveröffentlichung: 10. Mai 2005     |

### Singles
| Jahr | Titel Album                            | Höchstplatzierung, Gesamtwochen, AuszeichnungChartplatzierungen (Jahr, Titel, Album, Platzierungen, Wochen, Auszeichnungen, Anmerkungen) | Höchstplatzierung, Gesamtwochen, AuszeichnungChartplatzierungen (Jahr, Titel, Album, Platzierungen, Wochen, Auszeichnungen, Anmerkungen) | Höchstplatzierung, Gesamtwochen, AuszeichnungChartplatzierungen (Jahr, Titel, Album, Platzierungen, Wochen, Auszeichnungen, Anmerkungen) | Höchstplatzierung, Gesamtwochen, AuszeichnungChartplatzierungen (Jahr, Titel, Album, Platzierungen, Wochen, Auszeichnungen, Anmerkungen) | Höchstplatzierung, Gesamtwochen, AuszeichnungChartplatzierungen (Jahr, Titel, Album, Platzierungen, Wochen, Auszeichnungen, Anmerkungen) | Anmerkungen                             |
| Jahr | Titel Album                            | DE | AT | CH | UK | US | Anmerkungen                             |
| ---- | -------------------------------------- | --- | --- | --- | --- | --- | --------------------------------------- |
| 1995 | I Got 5 on It Operation Stackola       | DE2 Platin · (28 Wo.)DE | AT6 (13 Wo.)AT | CH2 Gold · (26 Wo.)CH | UK3 Platin · (18 Wo.)UK | US8 Platin · (25 Wo.)US | Erstveröffentlichung: 23. Mai 1995      |
| 1995 | Playa Hata Operation Stackola          | — | — | — | UK20 (3 Wo.)UK | — | Erstveröffentlichung: November 1995     |
| 1996 | X.O. Original Gangstas (Soundtrack)    | — | — | — | — | — | Erstveröffentlichung: 1996              |
| 1997 | Jus Mee & U Lunitik Muzik              | — | — | — | — | — | Erstveröffentlichung: 1997              |
| 1998 | Hypnotize (Luniz) Lunitik Muzik        | — | — | — | — | — | Erstveröffentlichung: 1998              |
| 1998 | I Got 5 on It (Urban Takeover Remix) – | — | — | — | UK28 (3 Wo.)UK | — | Erstveröffentlichung: 13. November 1998 |
| 2002 | A Piece Of Me Silver & Black           | — | — | — | — | — | Erstveröffentlichung: 2002              |

## Auszeichnungen für Musikverkäufe
| Silberne Schallplatte - Frankreich - 1996: für die Single I Got 5 on It Goldene Schallplatte - Norwegen - 1996: für die Single I Got 5 on It | 2× Platin-Schallplatte - Neuseeland - 2023: für die Single I Got 5 on It |

Anmerkung: Auszeichnungen in Ländern aus den Charttabellen bzw. Chartboxen sind in ebendiesen zu finden.
| Land/RegionAuszeichnungen für Musikverkäufe (Land/Region, Auszeichnungen, Verkäufe, Quellen) | Silber  | Gold     | Platin     | Verkäufe  | Quellen           |
| -------------------------------------------------------------------------------------------- | ------- | -------- | ---------- | --------- | ----------------- |
| Deutschland (BVMI)                                                                           | —       | —        | Platin1    | 500.000   | musikindustrie.de |
| Frankreich (SNEP)                                                                            | Silber1 | —        | —          | 125.000   | infodisc.fr       |
| Neuseeland (RMNZ)                                                                            | —       | —        | 2× Platin2 | 60.000    | radioscope.co.nz  |
| Norwegen (IFPI)                                                                              | —       | Gold1    | —          | 10.000    | ifpi.no           |
| Schweiz (IFPI)                                                                               | —       | Gold1    | —          | 25.000    | hitparade.ch      |
| Vereinigte Staaten (RIAA)                                                                    | —       | —        | 2× Platin2 | 2.000.000 | riaa.com          |
| Vereinigtes Königreich (BPI)                                                                 | —       | —        | Platin1    | 600.000   | bpi.co.uk         |
| Insgesamt                                                                                    | Silber1 | 2× Gold2 | 6× Platin6 |           |                   |